# Allgemeines Gelehrten-Lexicon

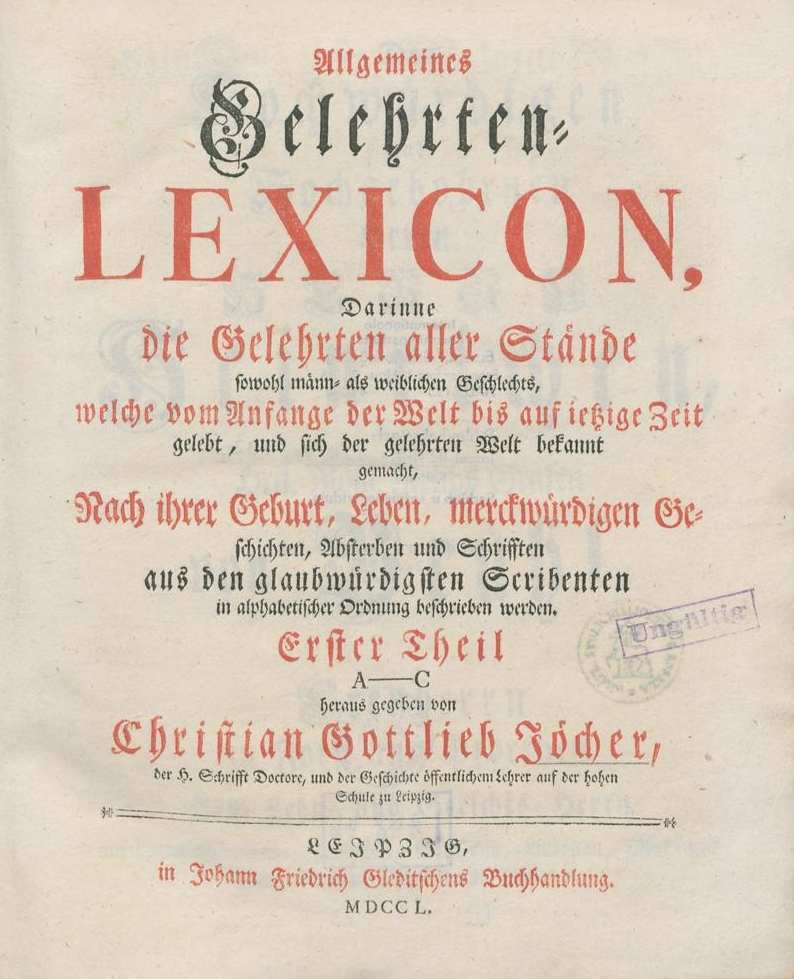
Titelseite des ersten Bandes des Allgemeinen Gelehrten-Lexicons, 1750

Das Allgemeine Gelehrten-Lexikon ist ein erstmals ab 1750 in vier Bänden erschienenes Lexikon mit Biographien von bis dahin bekannten Gelehrten inklusive ihrer Schriften. Die erste Ausgabe wurde von dem Leipziger Theologen und Historiker Christian Gottlieb Jöcher herausgegeben, wobei die beiden ersten Bände in „Johann Friedrich Gleditschens Buchhandlung“ erschienen, der von den Erben von Johann Friedrich Gleditsch fortgeführten Verlags- und Sortimentsbuchhandlung. Der dritte Band der Erstausgabe erschien im Verlag Georg Jöntzen (Delmenhorst), die Bände 4 – 6 im Verlag Johann Georg Heyse (Bremen). Ko-Herausgeber der Erstausgabe waren Johann Christoph Adelung und ab dem Dritten Band Heinrich Wilhelm Rotermund. Von 1784 bis 1897 erschienen insgesamt sieben Ergänzungs- und Fortsetzungs-Bände, die der Georg Olms Verlag (Hildesheim) von 1960 bis 1998 mit seinem unveränderten Neudruck des nun insgesamt 11 Bände umfassenden Werks präsentierte und 1984 als Mikrofiches.

## Vorgänger
- Johann Burckhardt Mencke: Compendiöses Gelehrten-Lexicon. Johann Friedrich Gleditisch und Sohn, Leipzig 1715.
- Christian Gottlieb Jöcher: Compendiöses Gelehrten-Lexicon: Darinnen Die Gelehrten aller Stände, als Fürsten und Staats-Leute, die in der Literatur erfahren, Theologi, Prediger, Juristen, Politici, Medici, Philologi, Philosophi, Historici, Linguisten, Mathematici, Scholastici, Oratores und Poeten, so wohl männ- als weiblichen Geschlechts, welche vom Anfang der Welt grösten theils in gantz Europa bis auf jetzige Zeit gelebet … kurtz und deutlich nach Alphabetischer Ordnung beschrieben worden … ;.. Die Andere Auflage in zwey Theile getheilet, sorgfältig übersehen, und mit etlichen 1000 Articuln vermehret, …
  - Band 1: A–L. Johann Friedrich Gleditisch seel. Sohn, Leipzig 1726.
  - Band 2: M–Z. Anderer Theil, Johann Friedrich Gleditisch seel. Sohn, Leipzig 1726.
- Christian Gottlieb Jöcher:  Compendiöses Gelehrten-Lexicon: Darinnen Die Gelehrten aller Stände so wohl männ=als weiblichen Geschlechts, welche von Anfang der Welt bis auf ietzige Zeit gelebt, und sich der gelehrten Welt bekannt gemacht, … In zwey Theilen. Die dritte Auflage:
  - Band 1: A–L. Johann Friedrich Gleditisch seel. Sohn, Leipzig 1733.
  - Band 2: M–Z. Anderer Theil, Johann Friedrich Gleditisch seel. Sohn, Leipzig 1733.

## Werk
Im Untertitel in alter Schreibweise wird zugleich der Inhalt des Lexikons zusammengefasst:

„[…] Darinne die Gelehrten aller Stände sowohl männ- als weiblichen Geschlechts, welche vom Anfange der Welt bis auf ietzige Zeit gelebt, und sich der gelehrten Welt bekannt gemacht; Nach ihrer Geburt, Leben, merckwürdigen Geschichten, Absterben und Schrifften aus den glaubwürdigsten Scribenten in alphabetischer Ordnung beschrieben werden […]“

- Theil 1: A–C. Johann Friedrich Gleditsch, Leipzig 1750 urn:nbn:de:gbv:3:1-627240.
- Theil 2: D–L. Johann Friedrich Gleditsch, Leipzig 1750 urn:nbn:de:gbv:3:1-627255.
- Theil 3: M–R. Johann Friedrich Gleditsch, Leipzig 1751 urn:nbn:de:gbv:3:1-627260.
- Theil 4: S–Z. Johann Friedrich Gleditsch, Leipzig 1751 urn:nbn:de:gbv:3:1-627274.

## Fortsetzungen und Ergänzungen
Da solch ein komplexes Themenwerk nie vollständig sein kann, begannen bald einige Personen Abhandlungen herauszugeben, die jene Arbeit kritisch ergänzen sollten. Hier sind zunächst die sehr fragmentarische Arbeit von Ernst Christian Hauber (1730–1801) und die wesentlich komplexere Arbeit von Johann Gottlob Wilhelm Dunkel hervorzuheben. Im ausgehenden 18. Jahrhundert begann Johann Christoph Adelung die Thematik erneut aufzugreifen. Auch Karl August Hennicke (1769–1831), arbeitete dann im beginnenden 19. Jahrhundert an weiteren Ergänzungen zum Werk und bezog dabei Johann Georg Meusels Schriftstellerlexikon mit ein. Heinrich Wilhelm Rotermund wiederum, konzentrierte sich bei der Fortsetzung der Arbeit von Adelung wieder auf die Systematik des Jöcherischen Allgemeinen Gelehrtenlexikons, welches dann im ausgehenden 19. Jahrhundert, einen weiteren Ergänzungsband der Deutschen Gesellschaft in Leipzig erhielt. Folgende Arbeiten stehen damit als Ergänzung des Allgemeinen Gelehrtenlexikons zur Verfügung:
- Ernst Christian Hauber: Beytrag zum Jöcherischen Gelehrtenlexicon. Rothischen Buchhandlung, Kopenhagen Leipzig 1753 (diglib.hab.de).
- Johann Gottlob Wilhelm Dunkel: Historisch-kritische Nachrichten von verstorbenen Gelehrten und deren Schriften. Insonderheit aber Denenienigen, welche in der allerneuesten Ausgabe des Jöcherischen Allgemeinen Gelehrten-Lexicons entweder gänzlich mit Stillschweigen übergangen, oder doch mangelhaft und unrichtig angeführet werden.
  - 1. Band
    - 1. Band, 1. Teil, Cörnerische Buchhandlung, Köthen, 1753 (digitale-sammlungen.de).
    - 1. Band, 2. Teil, Cörnerische Buchhandlung, Köthen, 1753 (digitale-sammlungen.de).
    - 1. Band, 3. Teil, Cörnerische Buchhandlung, Köthen, 1754 (digitale-sammlungen.de).
    - 1. Band, 4. Teil, Cörnerische Buchhandlung, Köthen, 1754 (digitale-sammlungen.de).

  - 2. Band
    - 2. Band, 1. Teil, Cörnerische Buchhandlung, Dessau und Köthen, 1755 (digitale-sammlungen.de).
    - 2. Band, 2. Teil, Cörnerische Buchhandlung, Dessau und Köthen, 1756 (digitale-sammlungen.de).
    - 2. Band, 3. Teil, Cörnerische Buchhandlung, Dessau und Köthen, 1756 (digitale-sammlungen.de).
    - 2. Band, 4. Teil, Cörnerische Buchhandlung, Köthen, 1756 (digitale-sammlungen.de).

  - 3. Band
    - 3. Band, 1. Teil, Cörnerische Buchhandlung, Köthen und Dessau, 1757 (digitale-sammlungen.de).
    - 3. Band, 2. Teil, Cörnerische Buchhandlung, Köthen und Dessau, 1758 (digitale-sammlungen.de).
    - 3. Band, 3. Teil, Cörnerische Buchhandlung, Köthen und Dessau, 1759 (digitale-sammlungen.de).
    - 3. Band, 4. Teil, Cörnerische Buchhandlung, Köthen und Dessau, 1760 (digitale-sammlungen.de).

  - Anhang von Zusätzen und Anmerkungen, Zu dem ersten, Zweiten und Dritten Bande der Historisch-Critischen Nachrichten von verstorbenen Gelehrten und deren Schriften. Cörnerische Buchhandlung, Köthen und Dessau, 1760 (digitale-sammlungen.de).

- Johann Christoph Adelung: Fortsetzung und Ergänzungen zu Christian Gottlieb Jöchers allgemeinem Gelehrten-Lexico,[1]
  - Erster Band (A–B), Johann Friedrich Gleditsch, Leipzig 1784 (digitale.bibliothek.uni-halle.de).
  - Zweiter Band (C–I), Johann Friedrich Gleditsch, Leipzig 1787 (digitale.bibliothek.uni-halle.de).
- vom Buchstaben K fortgesetzt von Heinrich Wilhelm Rotermund: Fortsetzung und Ergänzungen zu Christian Gottlieb Jöchers allgemeinem Gelehrten-Lexico
  - Dritter Band (Ka–Lu; Erg.), Georg Jöntzen, Delmenhorst 1810 (digitale.bibliothek.uni-halle.de).
  - Vierter Band (Lu–Mo), Georg Jöntzen, Bremen 1813 (digitale.bibliothek.uni-halle.de).
  - Fünfter Band (Mo–Pf), Johann Georg Heyse, Bremen 1816 (digitale.bibliothek.uni-halle.de).
  - Sechster Band (Pf–Ri), Johann Georg Heyse, Bremen 1819 (digitale.bibliothek.uni-halle.de).
- herausgegeben von Otto Günther
  - Siebter Band (Ri–Ro; Erg.), Deutsche Gesellschaft, Leipzig 1897 (digitale.bibliothek.uni-halle.de).

- Karl August Hennicke: Beiträge zur Ergänzung und Berichtigung des Jöcher’schen Allgemeinen Gelehrten-Lexikons und des Meusel’schen Lexikons der von 1750 bis 1800 verstorbenen teutschen Schriftsteller.
  - Erstes Stück, Paul Friedrich Vogel, Leipzig 1811 (digitale-sammlungen.de).
  - Zweites Stück, Paul Friedrich Vogel, Leipzig 1812 (digitale-sammlungen.de).
  - Drittes Stück, Paul Friedrich Vogel, Leipzig 1812 (digitale-sammlungen.de).